# قائمة أنواع الاتزان
هذه القائمة بأنواع الاتزان، و هي حالة للنظام حيث تكون كل المؤثرات على النظام متزنة.

## الأحياء
- توازن نقطي، نظرية في التطور الأحيائي.
- الاتزان الترسبي،طريقة تحليلة لقياس الكتل الجزئية للبروتين في المحلول.
- استتباب،قابلية النظام المفتوح، خصوصاً الأعضاء الحية، لتنظيم البيئة الداخلية.
- التوازن الجيني.

## الفيزياء
- قوة اتزان، التي تجعل الأجسام في سكون و تأثر رأسياً  على كل الأجسام التي لا تتحرك.
- توازن هيدروستاتيكي على الأرض و الكواكب.
- توازن ميكانيكي، الحالة التي يكون فيها مجموع العزوم  و القوى على كل جزء من النظام يساوي الصفر.
- الاتزان الإشعاعي، الحالة التي يكون فيها الطاقة الإشعاعية، تساوي الطاقة الممتصة.
- توازن ترموديناميكي، الحالة التروموديكية للنظام حيث يكون هناك اتزان ميكانيكي و حراري و كيميائي.
- توازن هيدروستاتيكي، حالة النظام حيث الضغط الناتج عن الجاذبية يوازن قوة الضغط.

## الكيمياء
- توازن كيميائي، الحالة التي يكون فيها تركيز كل من المتفاعلات و النواتج ثابت.
- توازن حراري،الحالة التي يتساوى فيها درجتي حرارة الجسمين و يكون معدل انتقال الحرارة بينهما متساوياً.
- توازن ديناميكي،الحالة التي يحدث فيها عمليتين قابلتين للانعكاس في نفس المعدل.
- ثابت توازن،الكمية التي يتصف بها التفاعل الكيميائي.
- توازن سائل وبخاره، عندما يكون معدل تبخر و تكاثف المادة متساوي.
- توازن الانحلالية، توازن كيميائي بين جسم صلب و محلول إلى حد الإشباع.

## الاقتصاد
- توازن اقتصادي، الاتزان بين العرض و الطلب في أي سوق.
- نظرية التوازن العام، فرع في النظرية الاقتصادية التي تدرس الأسواق الفردية المتعددة.
- عرض وطلب، اتزان السعر و الكمية نتيجة العرض و الطلب في السوق.

## نظرية الألعاب
- توازن ناش،مفهوم الحل في نظرية الألعاب تتضمن لاعبين أو أكثر.

## أخرى
- نقطة الاتزان، نقطة الاتصال في الرياضيات.

## روابط خارجية
- Equilibrium article in Scholarpedia by Eugene Izhikevich